# Trichocyclus pandima
Trichocyclus pandima là một loài nhện trong họ Pholcidae. Loài này được phát hiện ở Tây Úc.